# Campeonato Pan-Americano de Ginástica Artística - Individual geral feminino
O Campeonato Pan-Americano de Ginástica foi realizado pela primeira vez em 1997. Três medalhas são concedidas nas provas de individual geral: ouro para o primeiro lugar, prata para o segundo lugar e bronze para o terceiro lugar.

## Medalhistas
| Ano  | Local          | Ouro            | Prata            | Bronze            | Ref   |
| ---- | -------------- | --------------- | ---------------- | ----------------- | ----- |
| 1997 | Medellín       | Denisse López   | Leyanet González | Mariana Gonçalves |       |
| 2001 | Cancún         | Tasha Schwikert | Mohini Bhardwaj  | Tabitha Yim       |       |
| 2005 | Rio de Janeiro | Chellsie Memmel | Daniele Hypólito | Laís Souza        |       |
| 2010 | Guadalajara    | Kyla Ross       | Sabrina Vega     | Jessica López     |       |
| 2014 | Mississauga    | MyKayla Skinner | Jessica López    | Maggie Nichols    | [ 2 ] |
| 2018 | Lima           | Grace McCallum  | Trinity Thomas   | Flávia Saraiva    | [ 3 ] |
| 2021 | Rio de Janeiro | Rebeca Andrade  | Luciana Alvarado | Lorrane Oliveira  | [ 4 ] |
| 2022 | Rio de Janeiro | Flávia Saraiva  | Lexi Zeiss       | Skye Blakely      | [ 5 ] |

## Quadro de medalhas
| Pos.               | País               | Ouro | Prata | Bronze | Total |
| ------------------ | ------------------ | ---- | ----- | ------ | ----- |
| 1                  | Estados Unidos     | 5    | 4     | 3      | 12    |
| 2                  | Brasil             | 2    | 1     | 4      | 7     |
| 3                  | México             | 1    | 0     | 0      | 1     |
| 4                  | Venezuela          | 0    | 1     | 1      | 2     |
| 5                  | Costa Rica         | 0    | 1     | 0      | 1     |
| 5                  | Cuba               | 0    | 1     | 0      | 1     |
| Total (6 entradas) | Total (6 entradas) | 8    | 8     | 8      | 24    |